# Llibert Puig i Gandia
Llibert Puig i Gandia (Sabadell, 31 de desembre de 1933 - 7 d'abril de 2018) va ser un esperantista català, clau en la recuperació del moviment després de 1939.
Va aprendre esperanto amb Jaume Viladoms i Lluís Mimó. Va ser un dels fundadors del Centre d'Esperanto de Sabadell el 1950 i de l'Associació Catalana d'Esperanto el 1980. D'ambues associacions va ser membre de junta durant dècades, com a vocal, secretari, president o redactor del butlletí, així com redactor de la revista Kataluna Esperantisto. També va ensenyar la llengua internacional, tant a infants com a adults. En l'àmbit internacional, va ser especialment actiu en el Comitè Internacional per les Llibertats Ètniques, entitat esperantista de la qual fou cofundador el 1978. El 1981 a Moià va guanyar premis de traducció als jocs florals internacionals celebrats en el marc del 23è Congrés Català d'Esperanto. Als anys 1980 va ser l'organitzador de les populars Festes de la Ronda, a la ronda de Zamenhof de Sabadell, carrer que el 1912 havia esdevingut el primer del món dedicat a Ludwik Lejzer Zamenhof, creador de l'esperanto i que va recuperar el seu nom després de la dictadura. El 1986 va fer la versió en català d'un popular mètode d'esperanto editat a Croàcia, que esdevingué el manual de referència a Catalunya. Va col·laborar com a autor i com a traductor en diverses obres col·lectives, incloent-hi la Història d'esperanto als Països Catalans (2009) o la revista Vallespir. El 2016 va ser el primer català que passava a formar part del panteó esperantista d'edukado.net; el 2017, Eduard Vivancos es va convertir en el segon.